# Гуннель Ліндблум
Гуннель Марта Інгегерд Ліндблум (швед. Gunnel Märtha Ingegärd Lindblom; 18 грудня 1931, Гетеборг — 24 січня 2021) — шведська акторка, режисер та сценаристка.

## Життєпис
Народилася 18 грудня 1931 року у Гетеборзі в родині Еріка Ліндблума та Беда-Марії Лофгрен. У 12-річному віці почала виступати на сцені у клубі робочої молоді. Закінчила акторську школу при міському театрі Гетеборга, до трупи якого була зарахована 1950 року. У 1954—1959 роках грала у трупі міського театру Мальме під керівництвом Інгмара Бергмана. Сред її ролей — Лариса Дмитрівна в «Бесприданниці» Островського, Сольвейг в «Пер Гінт», Маргарита в «Фаусті». У 1960-х роках грала в міському театрі Уппсали (Олена в «Дядя Ваня», Дездемона в «Отелло»). Багато знімалася на телебаченні. З 1968 року — в Королівському драматичному театрі Швеції (Драматен) під керівництвом Бергмана. Грала у п'єсах Ібсена, Чехова, Стріндберга, у бергмановських постановках «Войцека» Георга Бюхнера і драми Альфа Шеберга «Батько».
У 1970-х роках виступила як театральний режисер, спочатку як асистентка Бергмана, а потім самостійно поставивши п'єси Чехова, Шоу, Ібсена та інш. Ставила спектаклі, в тому числі й оперні, у Данії та Норвегії. У 1980-х роках зіграла у Бергмана Гертруду в «Гамлеті», Бергман виступив продюсером кількох фільмів Ліндблум як кінорежисерки.
Серед пізніших ролей Ліндблум на сцені Драматен — у виставах «Бланш і Марі» (2007) за романом Енквіста, та «Королівська корона» (2008) за романом Карла Йонаса Лове Алмквіста. 2009 року вона поставила драму Йона Фоссе «Дівчина в жовтому дощовику».
Гуннель Ліндблум померла 24 січня 2021 року у 89-річному віці.

## Особисте життя
Ліндблум двічі була у шлюбі, кожен з яких завершився розлученням:
- 1960–1970 — Стуре Хеландер (1918–1994), лікар. У пари народилися троє дітей — син Томас (1960), дочка Джессіка (1961) та син Ян (1967)[7].
- 1981–1986 — Фредерік Дессау (1927–2019), данський радіоведучий та перекладач[6].

## Вибрана фільмографія
Акторка:

| Рік  |    | Українська назва                 | Оригінальна назва               | Роль                    |
| ---- | -- | -------------------------------- | ------------------------------- | ----------------------- |
| 1952 | ф  | Кохання                          | Kärlek                          | Ребекка Андерсон        |
| 1956 | ф  | Пісня про багряно-червону квітку | Sången om den eldröda blomman   | Керстін                 |
| 1957 | ф  | Сунична галявина                 | Smultronstället                 | Шарлотта Борг           |
| 1957 | ф  | Сьома печатка                    | Det Sjunde Inseglet             | німа дівчина            |
| 1958 | тф | Венеційка                        | Venetianskan                    | Валерія                 |
| 1958 | тф | Сказ                             | Rabies                          | Дженні                  |
| 1958 | тф | Чайка                            | Måsen                           | Ніна Михайлівна Зарічна |
| 1960 | тф | Шаноблива повія                  | Den respektfulla skökan         | Ліззі                   |
| 1960 | тф | Стакан води                      | Ett glas vatten                 | королева Анна           |
| 1960 | ф  | Дівоче джерело                   | Jungfrukällan                   | Інгері                  |
| 1963 | ф  | Мовчання                         | Tystnaden                       | Анна                    |
| 1963 | ф  | Причастя                         | Nattvardsgästerna               | Карін Персон            |
| 1964 | ф  | Закохані пари                    | Älskande par                    | Адель Голмстрьом        |
| 1966 | ф  | Голод                            | Sult                            | Йлаялі                  |
| 1966 | ф  | Вбивства у Юнгшьо                | Yngsjömordet                    | Анна                    |
| 1967 | тф | Дядя Ваня                        | Onkel Vanja                     | дружина професора       |
| 1968 | ф  | Дівчата                          | Flickorna                       | Гунілла                 |
| 1969 | ф  | Батько                           | Fadern                          | Лаура                   |
| 1970 | ф  | Резервація                       | Reservatet                      | Анна                    |
| 1971 | ф  | Брат Карл                        | Brother Carl                    | Лена Голмберг           |
| 1973 | ф  | Сцени з подружнього життя        | Scener ur ett äktenskap         | Єва                     |
| 1977 | ф  | Динаміт                          | Bomsalva                        | Альма Андерсон          |
| 1981 | ф  | Саллі і свобода                  | Sally och friheten              | Нора                    |
| 1984 | ф  | За шторами                       | Bakom jalusin                   | Бенте Сандерс           |
| 1993 | ф  | Гедда Габлер                     | Hedda Gabler                    | Джуліана Тесман         |
| 1995 | ф  | Надя                             | Nadja                           | бабуся                  |
| 1997 | ф  | Очікування                       | Svenska hjältar                 | Єва                     |
| 2009 | ф  | Дівчина з татуюванням дракона    | The Girl with the Dragon Tattoo | Ізабелла Вангер         |

Режисер:
- 1976 — Sjung vackert om kärlek
- 1977 — Райський куточок / Paradistorg (також автор сценарію) (продюсер І.Бергман)
- 1981 — Саллі і свобода / Sally och friheten (приз екуменічного журі Монреальського кінофестивалю) (продюсер І.Бергман)
- 1987 — Літні ночі на Землі / Summer Nights on the Planet Earth (також автор сценарію)
- 1991 — Sanna kvinnor (також автор сценарію)
- 1994 — Betraktelse (короткометражний) (також автор сценарію)
- 2000 — 90 minuter 90-tal (колектив авторів)

## Нагороди та відзнаки
- 1988 — Медаль Літератури та мистецтв (Швеція)
- 1989 — Премія Юджина О’Ніла
- 2002 — Премія Золотий жук за досягнення